# Carien Kleibeuker
Carien Kleibeuker (Rotterdam, 12 maart 1978) is een Nederlands voormalig schaatsster die uitkwam op zowel de langebaan als bij de marathons. Ze was gespecialiseerd in de lange afstanden, met name de 5000 meter. Op die afstand won ze op de Olympische Spelen van Sotsji in 2014 de bronzen medaille, op het Wereldkampioenschap in 2016 in Kolomna het zilver, en werd ze vier keer Nederlands kampioen. Ze won zeven marathons maar stond vooral bekend als tempobeul die het peloton bij elkaar hield voor haar ploeggenote Irene Schouten.

## Biografie

### Eerste schaatsronde tot 2002
Kleibeuker stond op jonge leeftijd in Rotterdam voor het eerst op dubbele ijzers. Een paar verhuizingen later woonde ze in Goutum, een dorp in de gemeente Leeuwarden. De zevenjarige leerde op noren schaatsen en genoot vooral van tochten op natuurijs. Twee jaar later verhuisde het gezin naar Eindhoven en daar bleef ze recreatief schaatsen, tot ze in 1996 op klapschaatsen ging rijden. Ze kwalificeerde zich ineens voor landelijke wedstrijden, ging drie dagen in de week in Den Haag trainen en plaatste zich voor wereldbekerwedstrijden. Ondertussen deed ze een HBO-studie fysiotherapie.
Tijdens de NK afstanden in Deventer in 2000 behaalde Kleibeuker het brons op de 5000 meter, haar eerste medaille bij een groot kampioenschap voor senioren. Bij de wereldkampioenschappen afstanden in 2000 in Nagano werd ze vierde op de 5000 meter, achter Gunda Niemann, Claudia Pechstein en Tonny de Jong. Hierna werd ze op haar 21e lid van de kernploeg van trainster Ingrid Paul en verhuisde ze naar Heerenveen.
In Calgary reed ze in maart 2001, na alle grote wedstrijden, persoonlijke records op de 500, 1500 en 3000 meter. De focus van de kerngroep op de 1500 meter bracht zo wel enige resultaten, maar Kleibeuker raakte ook overtraind en ongelukkig. Een jaar later kwam ze terecht in een KNSB-opleidingsploeg, een niveau lager, en boekte geen aansprekende resultaten meer. Ze stapte na een half seizoen uit de selectie en pakte haar studie fysiotherapie weer op in Groningen.

### Tweede schaatsronde 2003-2007
In de zomer van 2003 had Kleibeuker haar studie afgerond en ging ze veertig uur in de week werken in Heerenveen. Inmiddels was ze voldoende uitgerust om weer van het schaatsen te kunnen genieten. Ze werd gevraagd voor de nieuwe marathonploeg Nicolai-Lourens & Tabak met Jolanda Langeland, Liesbeth Hijlkema en ploegleider Thijs de Vries. Kleibeuker bleek prima mee te kunnen rijden in het peloton en haalde al gauw een aantal podiumplekken.
In het seizoen 2004-2005 ging ze, net als in haar Eindhovense periode, trainen bij Luud Augustinus in Den Haag. Met een verbeterde techniek won ze haar eerste marathon en werd ze tweede op het Nederlandse kampioenschap op kunstijs achter de dominerende Jenita Hulzebosch-Smit. In de zomer van 2005 ging ze met haar ploeg op trainingskamp in Hamar. Ook de TVM schaatsploeg van Rintje Ritsma verbleef daar en zijn trainer Jillert Anema schetste op een briefje een trainingsschema voor haar. Die zomer legde ze zo'n goede basis dat ze weer in de wereldbeker mocht rijden. In december 2005 won Kleibeuker de 5000 meter op de NK afstanden 2006. Ze plaatste zich hiermee voor de Olympische Winterspelen 2006 in Turijn.
In Turijn was de sfeer voor Kleibeuker niet best. De 5000 meter was het laatste onderdeel van het tournooi en als marathonrijdster was ze een buitenbeentje tussen de commerciële schaatsploegen die haar links lieten liggen. Het was saai en ze mocht pas aan de bak toen iedereen aan het feesten was en alles had ingepakt voor de terugreis. Gretha Smit verloor haar startbewijs voor de 5000 meter, doordat een landgenote op de 3000 meter niet bij de eerste zestien, maar als zeventiende eindigde. Kleibeuker was getuige van een poging tot omkoping en ook met ruzie in de ploeg werd vergeefs geprobeerd om Smit alsnog aan de start te krijgen. Hierdoor werd Kleibeukers voorbereiding verstoord en haalde ze slechts een teleurstellende tiende plek.
Hierna werd Kleibeuker opnieuw in een KNSB-opleidingsploeg opgenomen, met dezelfde gevolgen als zes jaar eerder: overtraining, burn-out en stoppen met schaatsen. Ze viel terug op haar werk als fysiotherapeute. In 2008 zou ze trainster worden en zelf gaan rijden voor marathonploeg Van der Wiel met weer ploegleider Thijs de Vries. Kleibeuker bleek echter zwanger te zijn en beperkte haar rol tot trainster. Ze trouwde en kreeg een dochter. Tijdens de schaatstrainingen schaatste zelf wel eens mee, en viel het op hoe gemakkelijk ze bewoog en hoeveel plezier ze eraan beleefde. Hierop reed ze een aantal seizoenen in een op de drie marathons mee. Toen ze in 2011 een studie Zorgmanagement aan de Erasmus Universiteit ging doen, stopte ze met sporten, want anders kon ze studie, werk en moederschap niet combineren. Toen bleek dat ze niet zonder sporten kon en pakte ze het schaatsen weer op.

### Derde schaatsronde 2012-2020
In 2012-2013 draaide Kleibeuker voor het eerst weer een volledig seizoen in de marathonploeg van Thijs de Vries dat toen Team Okkinga Communicatie heette. Kopvrouw Foske Tamar van der Wal stond bijna alle wedstrijden op het podium en won vijf marathons. Zelf reed Kleibeuker een keer naar de winst, werd tweede in het Nederlands kampioenschap op kunstijs en de Aart Koopmans Memorial op de Weissensee. Daar reed ze ook vooraan in de Open Nederlandse kampioenschappen marathonschaatsen op natuurijs en de alternatieve Elfstedentocht. Aan het einde van het seizoen werd ze door haar collega-schaatssters uitgeroepen tot Marathonschaatsster van het Jaar (Dick van Gangelen-trofee).
Het succes smaakte naar meer. Voor de zomer kreeg Kleibeuker weer een trainingsschema van Anema. Ze wilde proberen om op haar 35e nog eens mee te doen aan een wereldbekerwedstrijd. Daartoe stapte ze over naar MKBasics.nl, een marathonploeg die zich ook op de langebaan richtte. In Erfurt plaatste ze zich voor de NK Afstanden 2014. Na zeven jaar afwezigheid won ze weer een medaille op de 5000 meter, ditmaal een zilveren.

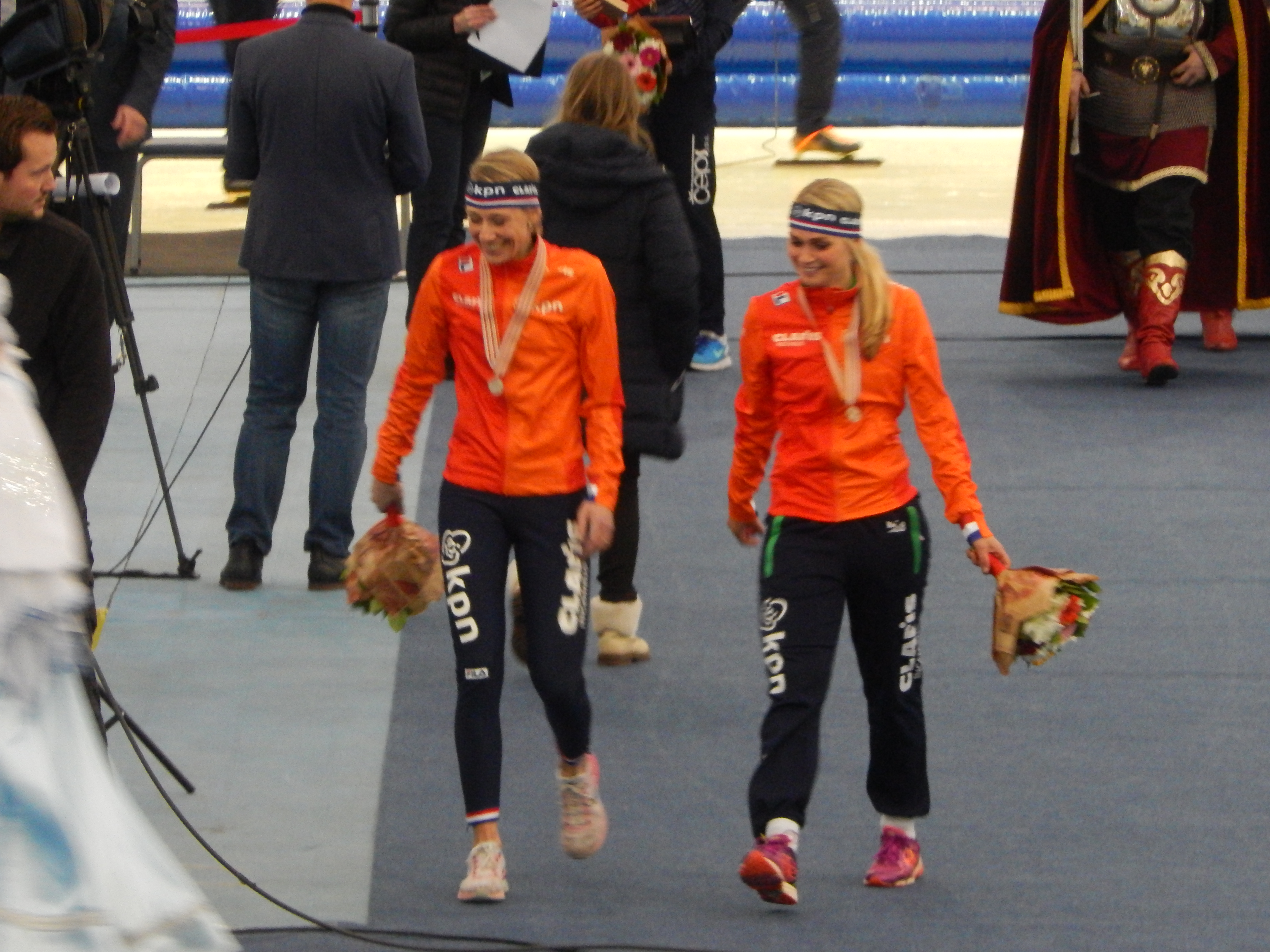
Onderonsje tussen Carien Kleibeuker en Irene Schouten na het WK-podium op de 5000 meter in 2016.

Voor het Olympisch Kwalificatie Toernooi nam ze drie weken vrij van haar werk om zich voor te bereiden. Ze won de 5 km voor Ireen Wüst en Yvonne Nauta in een nieuw persoonlijk record van 6.57,30 en kwalificeerde zich daarmee overtuigend voor de Olympische Spelen 2014 in Sotsji. Op 19 februari 2014 behaalde ze daar in een nieuw persoonlijk record (6.55,66) de bronzen medaille. Anema brak de protocollen en zorgde ervoor dat ze haar succes met haar dochter op het binnenterrein kon vieren.
Na de spelen stopte ze met werken en kwam ditmaal wel bij passende langebaan- en marathon-ploegen. Voor de langebaan sloot ze zich aan bij het Clafis langebaanteam van Anema (later easyJet). Bij de marathon reed ze een jaar bij Team SchaatsHart, om daarna nog zes jaar bij het Royal A-ware-team van Anema te rijden. Dit leidde tot heel wat successen.
In 2015, 2016 en 2017 werd ze achtereenvolgens nationaal kampioene 5000 meter. In 2016 werd ze tweede op het WK afstanden in Kolomna, achter Martina Sáblíková en voor Irene Schouten. Op 10 februari 2019 eindigde ze met haar 50e 5000 meter op het WK afstanden in Inzell in 6.56,47 als 5e. Op de marathon was ze vooral bekend als tempobeul die het peloton bij elkaar hield voor haar ploeggenote Irene Schouten.
In januari 2020 nam Kleibeuker definitief afscheid als schaatsster. Ze behield wel nog een jaar haar nummer 26 als marathonrijdster. Na het schaatsen ging ze aan de slag als programmamanager innovatie in het Martini Ziekenhuis in Groningen.

## Persoonlijke Records
Vanaf 20 november 2015 tot 10 februari 2022 was Kleibeuker in het bezit van het nationale record op de 5000 meter: 6.45,04. Haar voormalig ploeggenote Irene Schouten verbrak dit record tijdens haar gouden race op de Olympische winterspelen in Beijing. Op de voor vrouwen niet-reguliere 10.000 meter is Kleibeuker in het bezit van het nationale en Thialf-baanrecord: 14.35,61. Het werelduurrecord staat op haar naam sinds 9 december 2015 met 40 kilometer en 569,68 meter.
| Afstand      | Tijd     | Datum            | Baan           |
| ------------ | -------- | ---------------- | -------------- |
| 500 meter    | 43,29    | 12 oktober 2019  | Inzell         |
| 1000 meter   | 1.24,41  | 6 februari 1999  | Baselga        |
| 1500 meter   | 2.02,07  | 15 oktober 2017  | Inzell         |
| 3000 meter   | 4.03,79  | 5 december 2014  | Berlijn        |
| 5000 meter   | 6.45,04  | 20 november 2015 | Salt Lake City |
| 10.000 meter | 14.35,61 | 13 maart 2018    | Heerenveen     |

## Resultaten

### Langebaan
| Jaar  | NK Allround | NK Afstanden                       | WK Afstanden            | Olympische Spelen |
| ----- | ----------- | ---------------------------------- | ----------------------- | ----------------- |
| 1997* |             | 8e 3000m                           |                         |                   |
| 1998  | NC12        |                                    |                         |                   |
| 1999  | NS3         | 11e 3000m 4e 5000m                 |                         |                   |
| 2000  |             | 5e 3000m · 5000m                   | 4e 5000m                |                   |
| 2001  | NC16        | 13 1500m 6e 3000m 5e 5000m         |                         |                   |
| 2002  |             | 8e 3000m 5e 5000m                  |                         |                   |
| 2003  |             | 15e 3000m                          |                         |                   |
| 2004  |             | 12e 3000m                          |                         |                   |
| 2005  | NC18        | 11e 3000 5e 5000m                  |                         |                   |
| 2006  |             | 9e 3000 · 5000m                    |                         | 10e 5000m         |
| 2007  |             | 10e 3000m · 5000m                  |                         |                   |
|       |             |                                    |                         |                   |
| 2013  |             | 6e massastart                      |                         |                   |
| 2014  |             | 10e 3000m · 5000m · 15e massastart |                         | 5000m             |
| 2015  |             | 5e 3000m · 5000m · 4e massastart   |                         |                   |
| 2016  |             | 5e 3000m · 5000m · 10e massastart  | 5000m                   |                   |
| 2017  |             | 5000m · 7e massastart              | 7e 5000m 17e massastart |                   |
| 2018  |             | 5e 3000m · 5000m                   |                         |                   |
| 2019  |             | 5e 3000m · 5000m · 8e massastart   | 5e 5000m                |                   |
| 2020  |             | 5e 5000m                           |                         |                   |

* 1997 Betekent seizoen 1996-1997, NK afstanden worden vaak in december verreden.

### Marathonschaatsen
Seizoen 2002-2003
- 7e Essent Cup Finale Den Haag
- Eindhoven Marathon (Essent Cup 19) Eindhoven
- Essent Cup 18 Assen
- 7e The Greenery Six Finale Utrecht
- 4e The Greenery Six (dag 5) Den Haag
- 7e The Greenery Six (dag 4) Alkmaar

Seizoen 2003-2004
- 9e Ouderkerkse Schaatsvrienden Marathon (Essent Cup 19) Amsterdam
- 10e Genneper Parken Marathon (Essent Cup 15) Eindhoven
- 4e Aannemingsbedrijf De Jong Ursem Marathon (Essent Cup 11) Alkmaar
- 9e Essent Nederlandse Kampioenschappen Utrecht
- 4e The Greenery Six (dag 5) Utrecht
- 4e The Greenery Six (dag 4) Alkmaar
- 5e Essent Cup 9 Haarlem
- 7e De Scheg Marathon (Essent Cup 8) Deventer
- 6e Jorritsma Bouw Marathon (Essent Cup 5) Heerenveen
- 5e 1e Jorritsma Bouw Marathon (Essent Cup 4) Groningen
- Essent Cup 2 Utrecht
- 7e 33e Jaap Eden Trofee (Essent Cup 1) Amsterdam
- 10e Hooge Huys Marathon Alkmaar

Seizoen 2004-2005
- Essent Cup Finale Heerenveen
- 10e Oomssport Marathon (Essent Cup 18)Den Haag
- Essent Cup 11Haarlem
- Essent Nederlandse Kampioenschappen Alkmaar
- 6e The Greenery Six Finale Den Haag
- 5e The Greenery Six (dag 5) Utrecht
- The Greenery Six (dag 4) Alkmaar
- 4e Essent Cup 9 Haarlem
- Jorritsma Bouw Marathon (Essent Cup 5) Groningen
- 4e Proteq Direct Marathon Alkmaar

Seizoen 2005-2006
- 1e dag Essent Driedaagse (2e manche) Assen

Seizoen 2006-2007
- 4e Essent Cup 6 Amsterdam
- 5e Essent Cup 2 Alkmaar
- 8e Essent Cup 1 Utrecht

Seizoen 2010-2011
- 6e 39e Jaap Eden Trofee (KPN Marathon Cup 1)Amsterdam

Seizoen 2011-2012
- Friese Kampioenschappen op natuurijs Hindelopen
- 6e KPN Marathon Cup 12 Enschede
- KPN Nederlands Kampioenschap Marathon Utrecht
- KPN Marathon Cup 10 Breda
- 6e KPN Marathon Cup 7 Tilburg
- 6e KPN Marathon Cup 5 Heerenveen

Seizoen 2012-2013
- 4e Alternatieve Elfstedentocht
- 6e KPN Nederlands Kampioenschap Mass-start
- 6e KPN Open Nederlands Kampioenschap Weissensee
- Aart Koopmans Memorial (KPN Grand Prix 1) Weissensee
- KPN Marathon Cup 13 Alkmaar

Seizoen 2013-2014
- KPN Marathon Cup 5 Den Haag
- 4e KPN Marathon Cup 6 Haarlem
- Finale KPN Marathon Cup Amsterdam

Seizoen 2014-2015
- KPN Marathon Cup 5 Haarlem

Seizoen 2015-2016
- KPN Martahon Cup 2 Utrecht
- KPN Marathon Cup 10 Den Haag